# Заслуженный работник транспорта СССР
Заслуженный работник транспорта СССР — почётное звание, присваивалось за особые заслуги в областях железнодорожного, воздушного, морского, речного, автомобильного и трубопроводного транспорта СССР, за выдающиеся достижения и высокое мастерство в профессиональной деятельности. Лицам, удостоенным звания, вручалась грамота Президиума Верховного Совета СССР и нагрудный знак.

## История
- Предложен Президиумом Верховного Совета СССР 22 августа 1988 г.[1]
- Установлен Президиумом Верховного Совета СССР 22 августа 1988 г.[2]
- Утвержден Президиумом Верховного Совета СССР 8 февраля 1989 г.[3]

## Основание для присвоения
Звание «Заслуженный работник транспорта СССР» присваивалось высококвалифицированным работникам предприятий, объединений, учреждений и организаций железнодорожного, воздушного, морского, речного, автомобильного и трубопроводного транспорта, работающим в этой отрасли народного хозяйства не менее 15 лет, за выдающиеся достижения в:
- выполнении заданий по грузовым и пассажирским перевозкам,
- улучшении использования транспортных средств,
- обслуживании пассажиров,
- достижении высокой рентабельности работы,
- обеспечении безопасности движения и сохранности грузов,
- разработке и освоении новейшей техники.

## Порядок присвоения
Почётное звание «Заслуженный работник транспорта СССР» присваивалось Президиумом Верховного Совета СССР по представлению Министерства путей сообщения СССР, Министерства гражданской авиации СССР, Министерства морского флота СССР, других министерств, государственных комитетов и ведомств СССР, в ведении которых находились предприятия, объединения, учреждения и организации транспорта, Советов Министров союзных республик. Кандидатура для присвоения данного почётного звания предварительно рассматривалась на собрании трудового коллектива или его совета, о чём делалась запись в наградном листе. Представление вносилось совместно с соответствующим представлением центрального комитета профсоюза или республиканского совета профсоюзов.

## Лауреаты звания
Всего за время существования почётного звания «Заслуженный работник транспорта СССР» его были удостоены 28 человек:
| - Бурмака Алексей Степанович (1990) - Грищенко Юрий Георгиевич (1990) - Крюков Иван Федорович (1990) - Лакустов Дмитрий Петрович (1990) - Матюхин Адольф Васильевич (1990) - Садыхлы Вагиф Гасан оглы (1990) - Башилин Анатолий Александрович (1990) - Евстропов Михаил Федорович (1990) - Кучеренко Федор Васильевич (1990) - Перфильев Иван Ильич (1990) - Александров Геннадий Павлович (1990) - Калинцев Борис Иванович (1990) - Легенько Вячеслав Сергеевич (1990) - Санталов Виктор Иванович (1990) | - Федоров Анатолий Николаевич (1990) - Черкасов Владимир Ильич (1990) - Красовской Владимир Николаевич (1990) - Леонов Анатолий Григорьевич (1990) - Мамедов Юнус Абдулкерим-оглы (1990) - Мышов Николай Михайлович (1990) - Стребко Станислав Кириллович (1990) - Мостовой Иван Федосеевич (1991) - Воропаев, Виктор Александрович (1991) - Малоярославцев, Генрих Николаевич (1991) - Хакимов, Галимзян Шакирзянович (1991) - Шипилов, Юрий Андреевич (1991) - Вечеркин Николай Ильич (1991) - Паристый Иван Леонтьевич (1991) |